# Rezonville
Rezonville là một xã trong vùng Grand Est, thuộc tỉnh Moselle, quận Metz-Campagne, tổng Ars-sur-Moselle. Tọa độ địa lý của xã là 49° 05' vĩ độ bắc, 05° 59' kinh độ đông. Rezonville nằm trên độ cao trung bình là 300 mét trên mực nước biển, có điểm thấp nhất là 230 mét và điểm cao nhất là 321 mét. Xã có diện tích 13,45 km², dân số vào thời điểm 2004 là 360 người; mật độ dân số là 26,3 người/km².

## Thông tin nhân khẩu
| 1962 | 1968 | 1975 | 1982 | 1990 | 1999 |
| ---- | ---- | ---- | ---- | ---- | ---- |
| 226  | 230  | 227  | 235  | 287  | 329  |